# Vaisseau cargo (véhicule spatial)

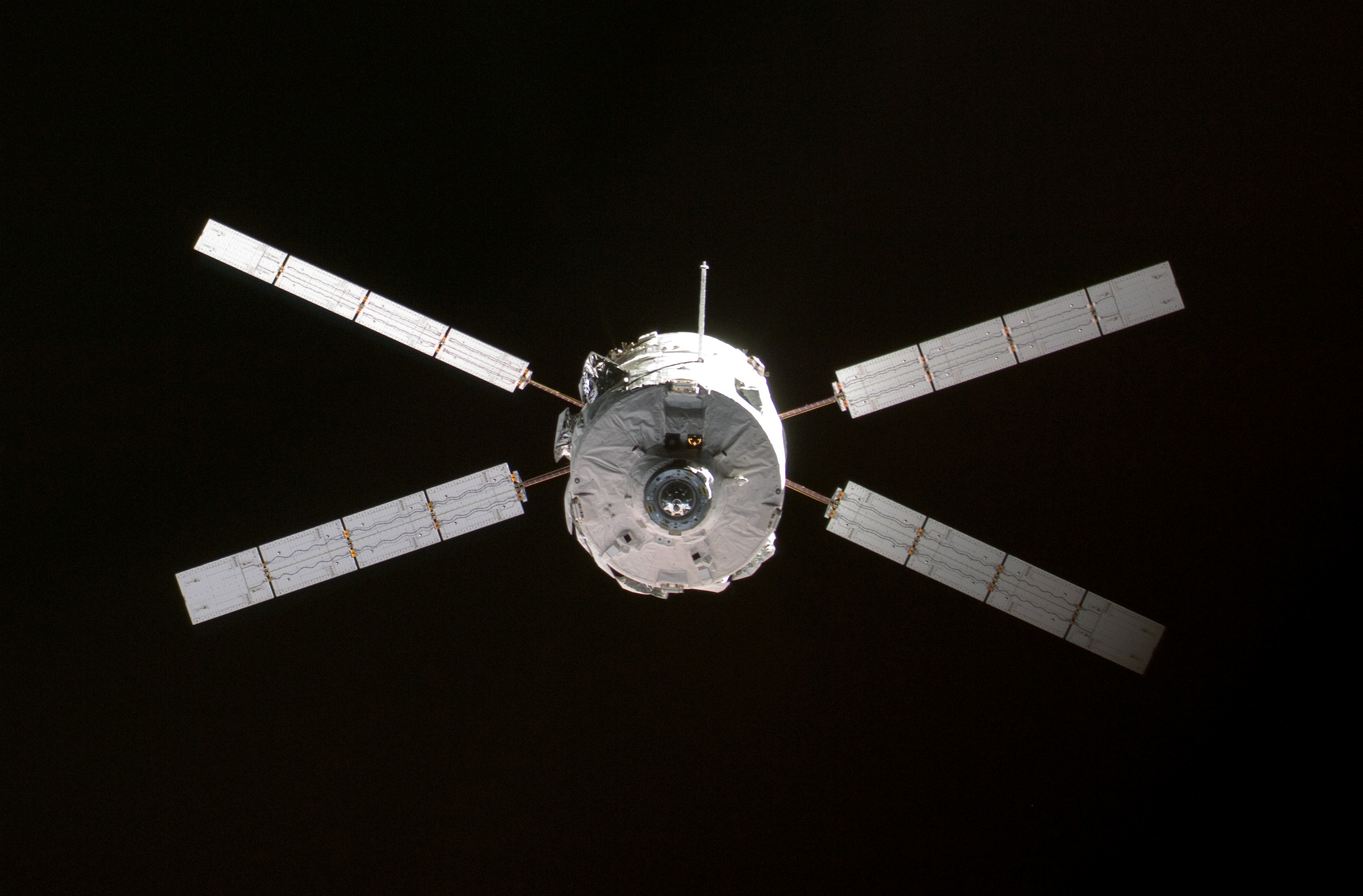
L'ATV.

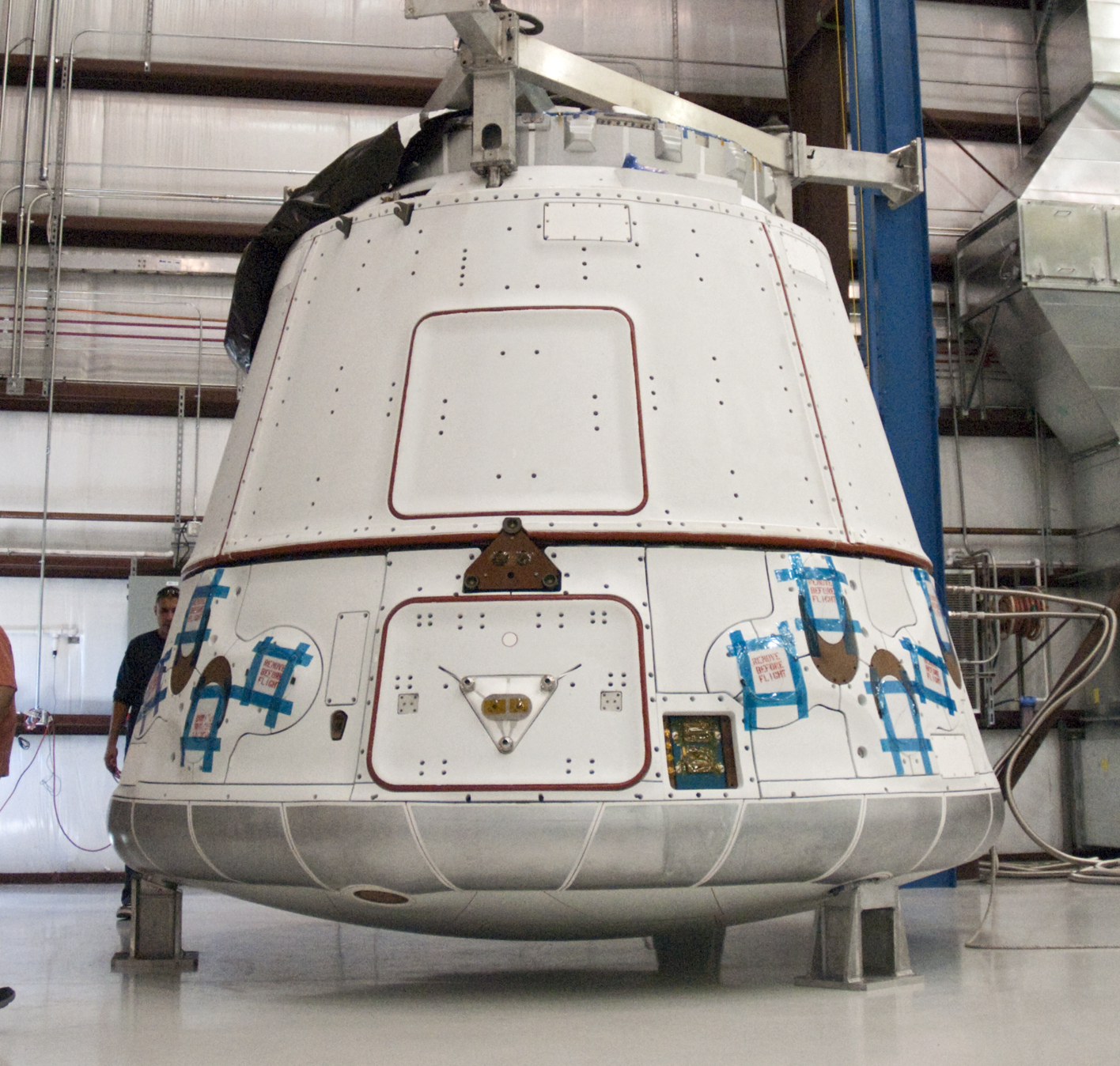
SpaceX Dragon.

Un vaisseau cargo dans le domaine spatial est un type de véhicule spatial sans équipage qui permet de transporter du fret à destination par exemple d'une station spatiale en orbite. Les vaisseaux cargo développés jusqu'à présent ont été utilisés pour transporter des consommables, des pièces détachées jusqu'à une station spatiale, rehausser l'orbite d'une station spatiale et ramener du fret sur Terre.

## Historique
L'apparition des vaisseaux-cargos découle de la mise en orbite de stations spatiales occupées par des équipages durant de longues durées. La spécialisation qui a abouti à la création de ce type de véhicules permet de découpler ravitaillement et relève des équipages et de transporter plus de fret en supprimant certains équipements liés à la présence des hommes. Le premier vaisseau cargo, le Progress qui a effectué son premier vol en 1978, a été conçu pour ravitailler en consommables, pièces détachées et ergols la station spatiale soviétique Saliout. Pour ravitailler la Station spatiale internationale, quatre types de vaisseau-cargo ont été développés dans les années 2000, trois sont opérationnels et un a été retiré du service.

## Caractéristiques d'un vaisseau cargo

### Caractéristiques générales
Les principales caractéristiques d'un vaisseau cargo sont :
- le tonnage de la charge utile qui peut être transporté jusqu'à une orbite donnée
- les volumes disponibles /tonnages acceptés par type de fret : en soute pressurisée, dans un espace non pressurisé, dans des réservoirs destinés aux gaz, ergols et liquides
- la capacité à rapatrier du fret au sol
- la réutilisabilité lorsque le vaisseau cargo peut revenir sur Terre
- le processus d'amarrage - télécommandé, automatique - et le système de rendez-vous
- le type d'écoutille et le mécanisme d'amarrage
- le delta-V disponible pour les manœuvres orbitales. Cette caractéristique dépend essentiellement de la quantité d'ergols transportée destinée à ces manœuvres
- la capacité de rehaussement d'altitude de la station spatiale
- l'autonomie en vol (durée), la durée de vie totale sur une mission. La durée de vie est conditionnée par les caractéristiques des équipements se dégradant avec le temps : batteries, ergols stockés…
- la compatibilité avec les lanceurs : en 2017 trois des quatre vaisseaux-cargo existants sont compatibles avec un seul lanceur (tous différents) et un seul de ces vaisseaux est compatible avec deux lanceurs (le Cygnus d'Orbital Sciences).

### Nature de fret transporté
Les vaisseaux cargo existants ou en développement ont des capacités très variables. Selon la nature du fret celui-ci est stocké :
- dans un espace pressurisé : ravitaillement d'un équipage en consommables, pièces détachées de composants situés à l'intérieur d'un véhicule spatial destination, équipements destinés à l'intérieur de la station
- dans un espace non pressurisé : composants destinés à être installés à l'extérieur du véhicule spatial cible
- dans des réservoirs : liquides (eau), ergols (pour les moteurs-fusées) et gaz (oxygène, azote, air, etc)..

Dans le cas de la station spatiale internationale le transfert d'objets de l'intérieur de la station vers l'extérieur via les sas aux faibles dimensions est limité aux petites pièces : il est donc nécessaire que les pièces détachées à installer à l'extérieur de la station arrivent dans une soute accessible depuis l'extérieur.

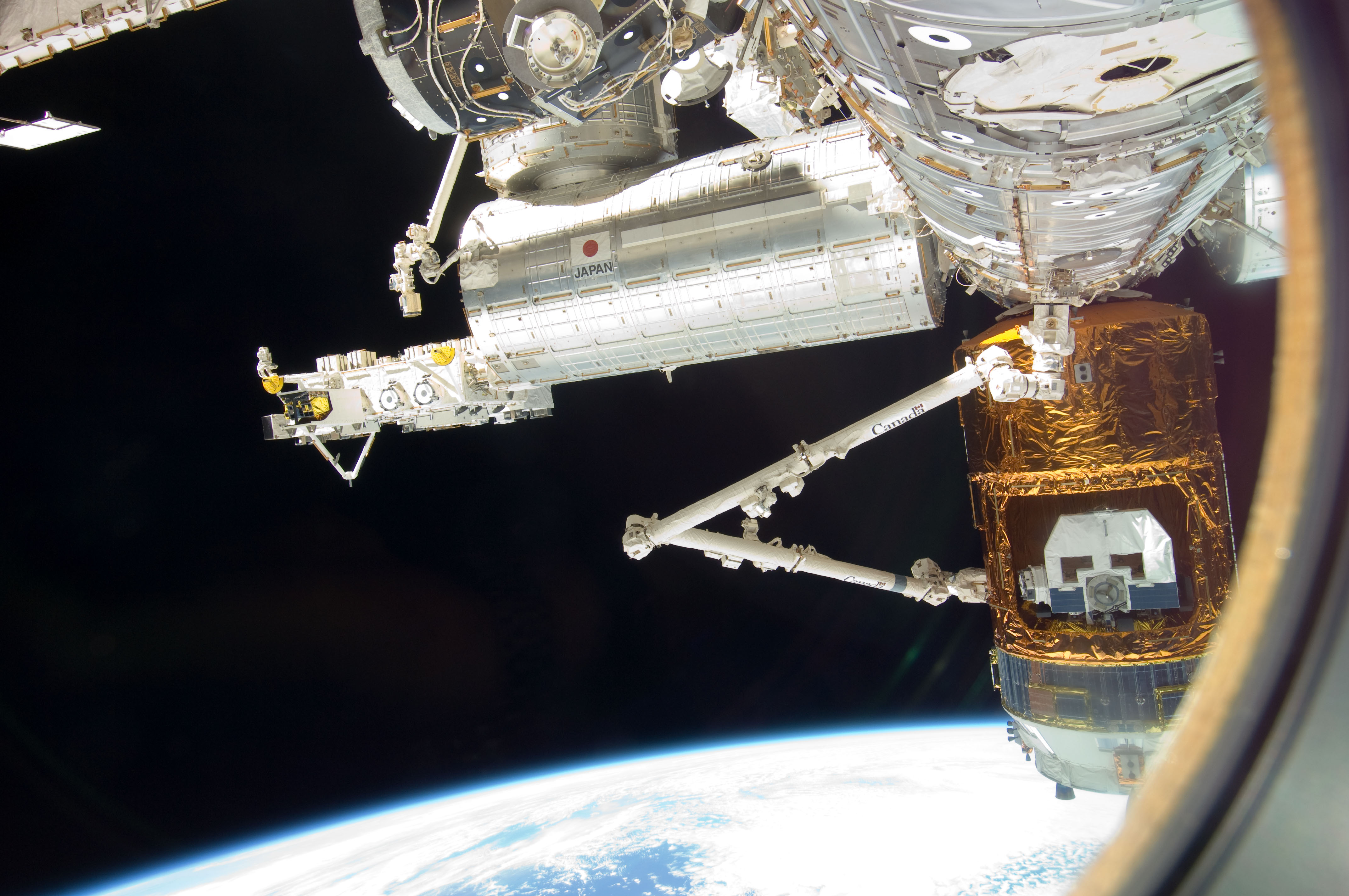
Le HTV arrimé : on peut apercevoir l'espace de stockage destiné au fret non pressurisé.
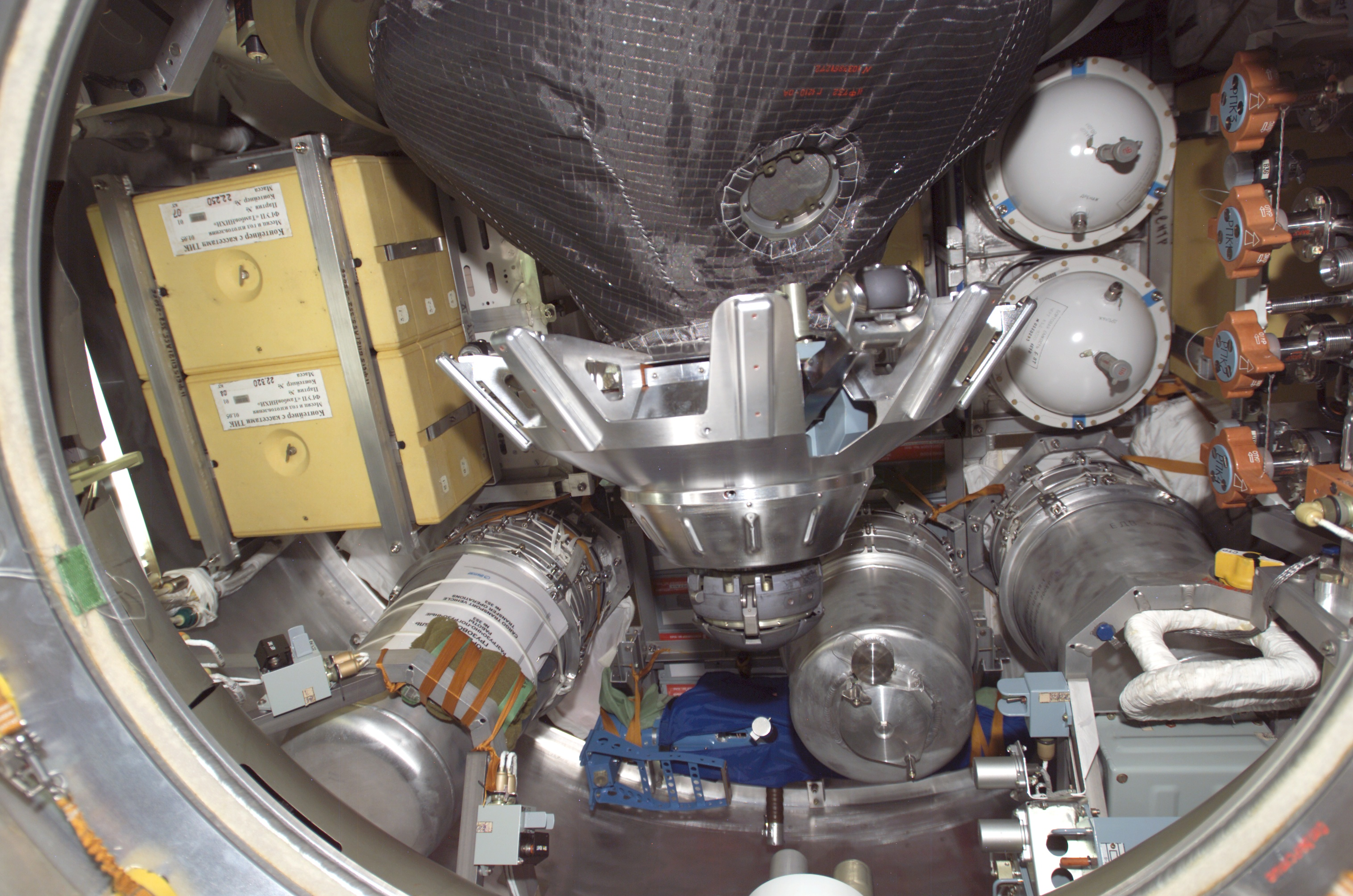
Un cargo russe Progress vient d'arriver chargé de fret dans l'espace pressurisé.
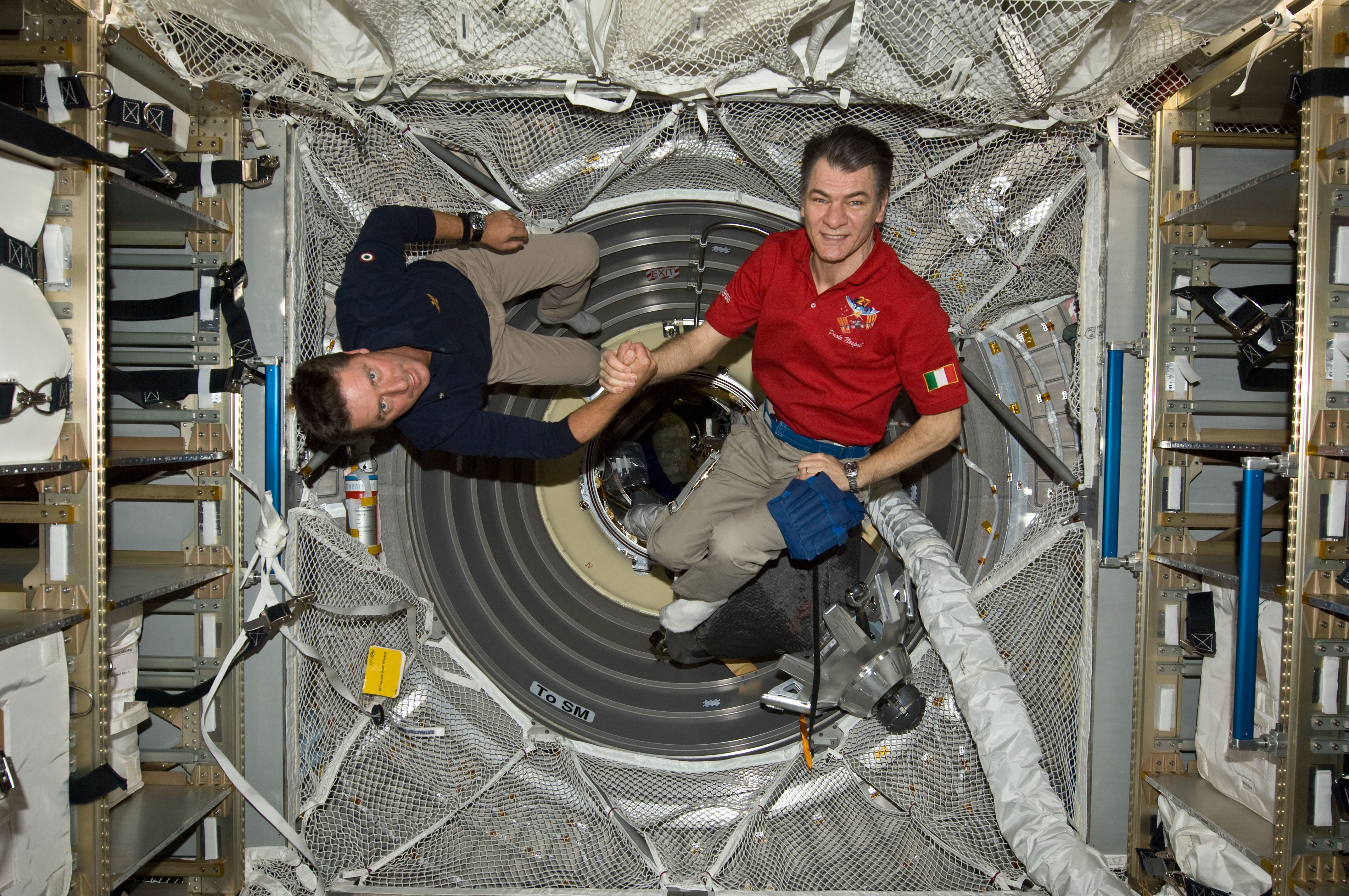
Espace de stockage du fret pressurisé dans l'ATV, on distingue l'écoutille au format réduit au fond

### Capacité de rehaussement de la station spatiale
Le vaisseau cargo peut disposer d'une capacité à rehausser l'orbite de la station spatiale internationale dégradée régulièrement par la trainée engendrée par l'atmosphère résiduelle. Une telle capacité dépend de la puissance des moteurs et de la quantité de carburant disponible pour la propulsion. En 2017 seul le vaisseau-cargo russe Progress dispose de cette capacité essentielle à la survie de la station.

### Processus d'amarrage
Le processus d'amarrage peut être complètement automatique ou nécessiter l'intervention d'un opérateur dans la phase finale du rendez-vous. Si celle-ci est manuelle, l'opération peut par exemple prendre le contrôle du vaisseau cargo ou manipuler celui-ci pour l'amarrer à l'aide d'un bras télécommandé. Différents équipements d'amarrage automatique coexistent : Kurs…

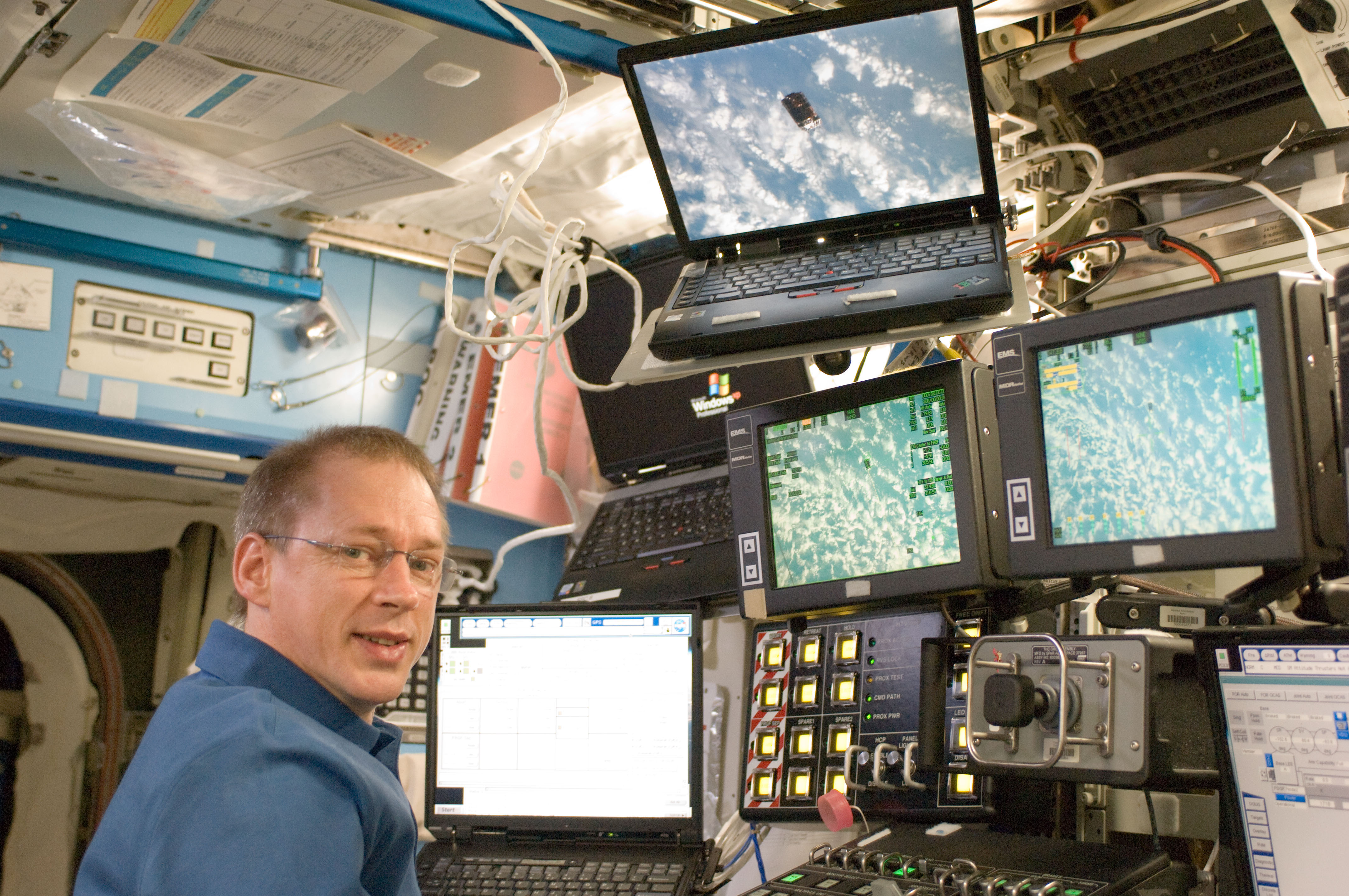
Approche de l'HTV vue depuis le poste de pilotage du bras Canadarm dans la station spatiale
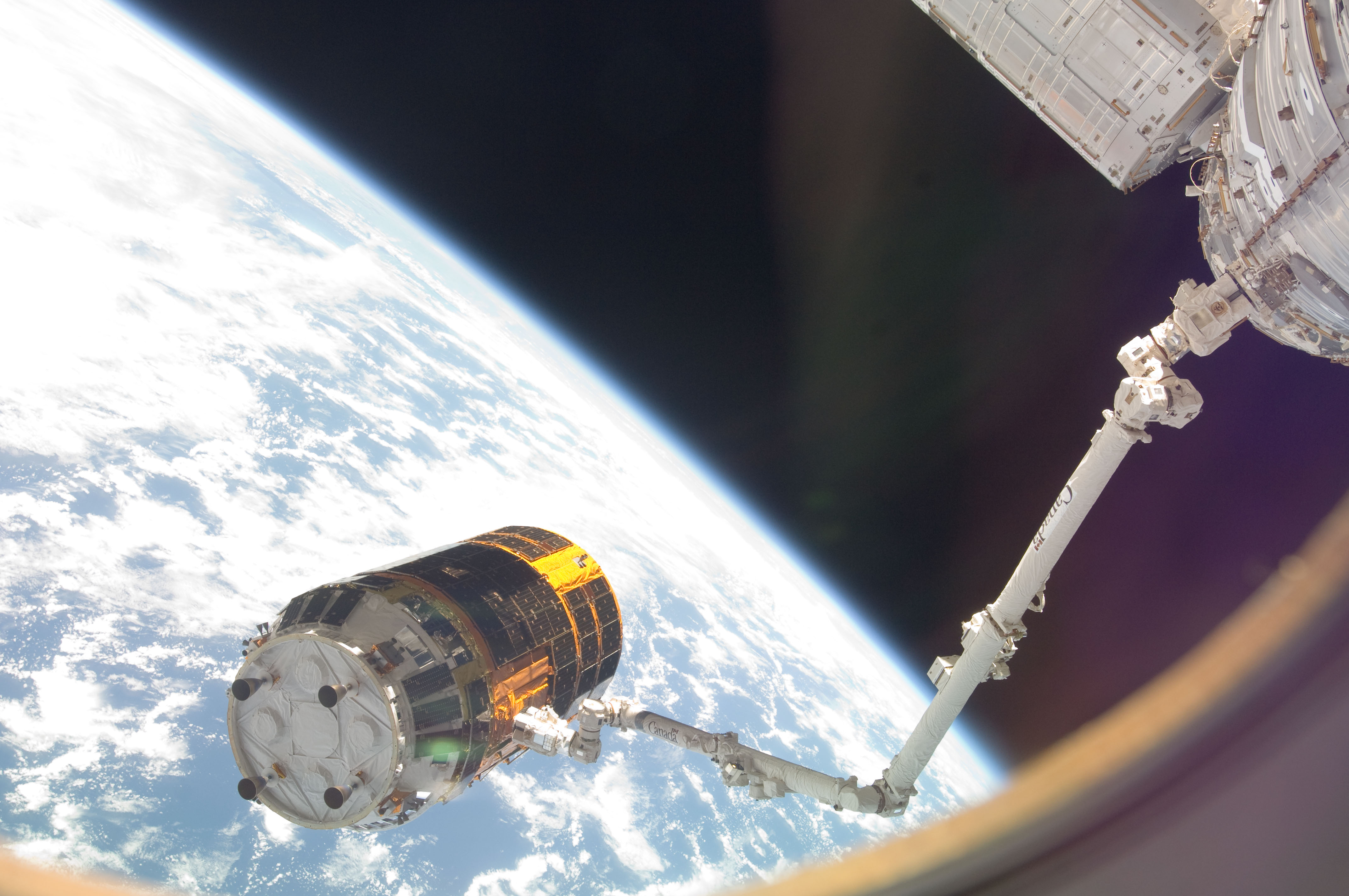
Le HTV est détaché de la station à l'aide du bras Canadarm 2 (manœuvre symétrique de l'arrimage).
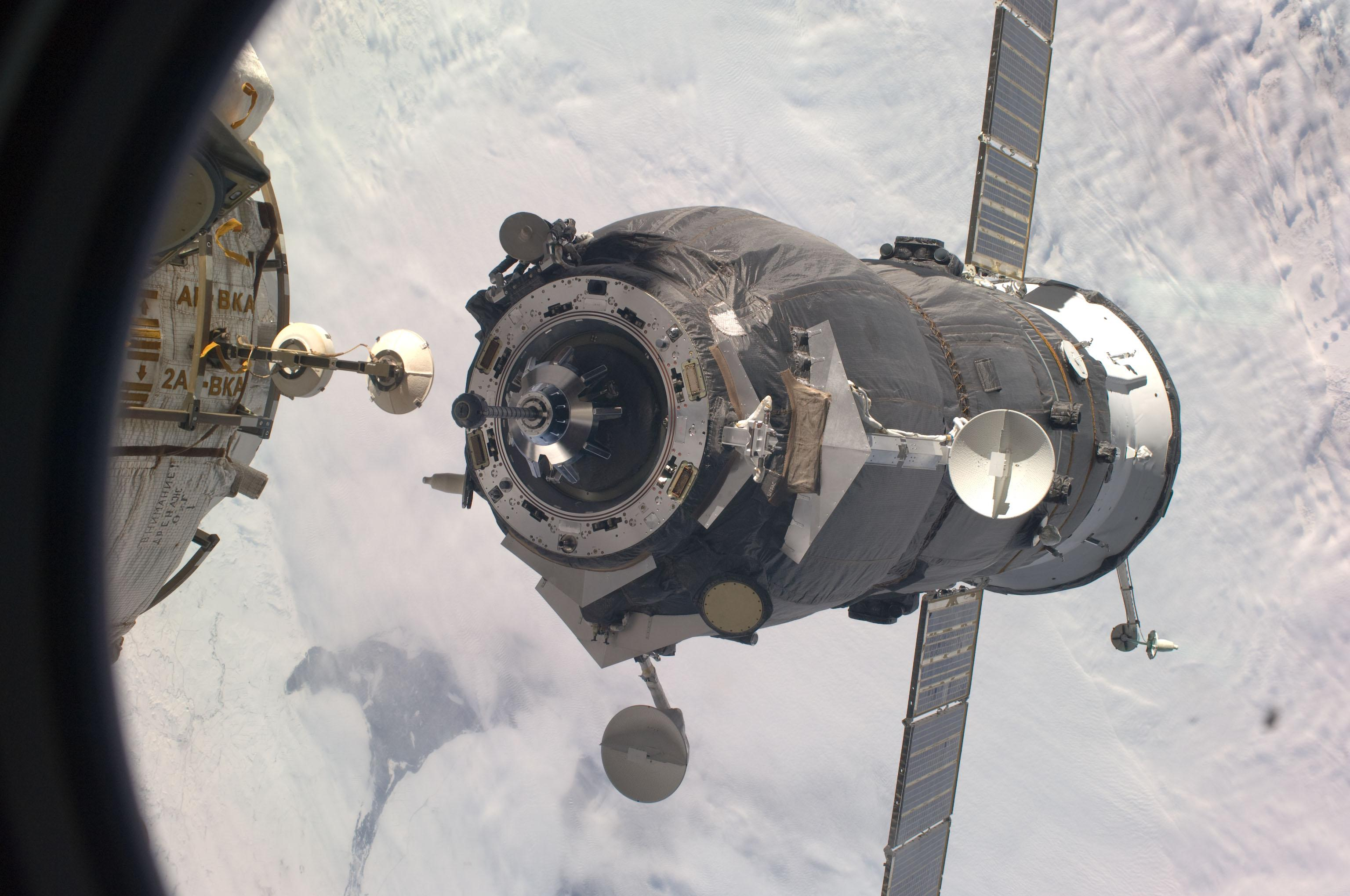
Arrimage automatique du vaisseau Progress
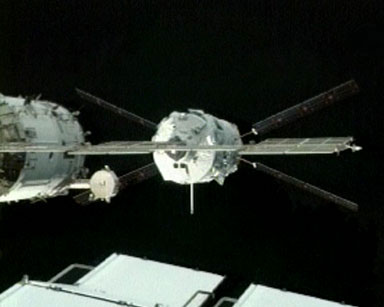
Arrimage automatique de l'ATV

### Type d'écoutille/mécanisme d'amarrage
L'ensemble formé par le type d'écoutille et le système d'amarrage peut être par exemple circulaire de type sonde-cône ou APAS d'une superficie de 0,5 m2 utilisée sur les cargos ATV et Progress ou de format CBM propre aux ports la station de 1,61 m2 (partie non russe) mise en œuvre par le cargo japonais. Seul le port CBM permet de faire rentrer les équipements internes de la partie non russe de la station spatiale internationale.
- Le mécanisme d'amarrage du vaisseau cargo doit être compatible avec celui du vaisseau ravitaillé.
- La circulation des fluides et des gaz entre ravitailleur et ravitaillé passe par des canalisations dont les caractéristiques sont étroitement liées au type d'écoutille.
- La taille de l'écoutille conditionne l'encombrement des pièces pouvant être transportées.

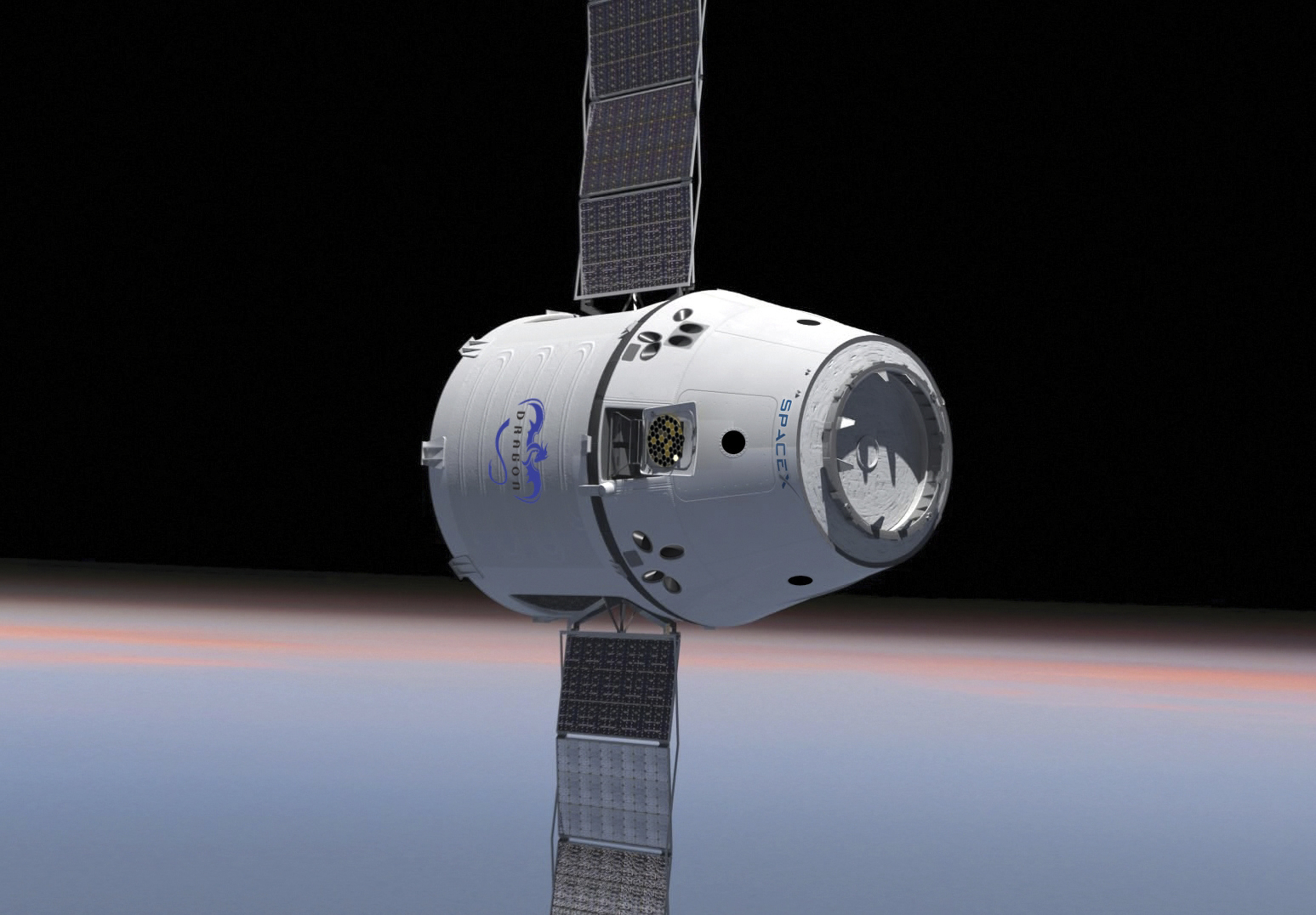
Le vaisseau Dragon a une écoutille au format CBM

### Capacité à rapatrier du fret sur Terre
Le vaisseau cargo peut avoir ou non la capacité de ramener à Terre du fret situé en orbite : résultats d'expériences scientifiques, équipements nécessitant d'être réparés (tenue spatiale), équipements scientifiques réutilisables. Cette capacité impose que le vaisseau cargo dispose d'un bouclier thermique lui permettant de résister à la chaleur produite durant la rentrée atmosphérique, de capacités de manœuvre durant cette phase et d'un dispositif lui permettant d'annuler pratiquement sa vitesse résiduelle avant d'atteindre le sol (parachutes…).

## Les vaisseaux cargo existants ou ayant existé
Tous les vaisseaux cargo utilisés ou ayant été utilisés pour le ravitaillement de la Station spatiale internationale.

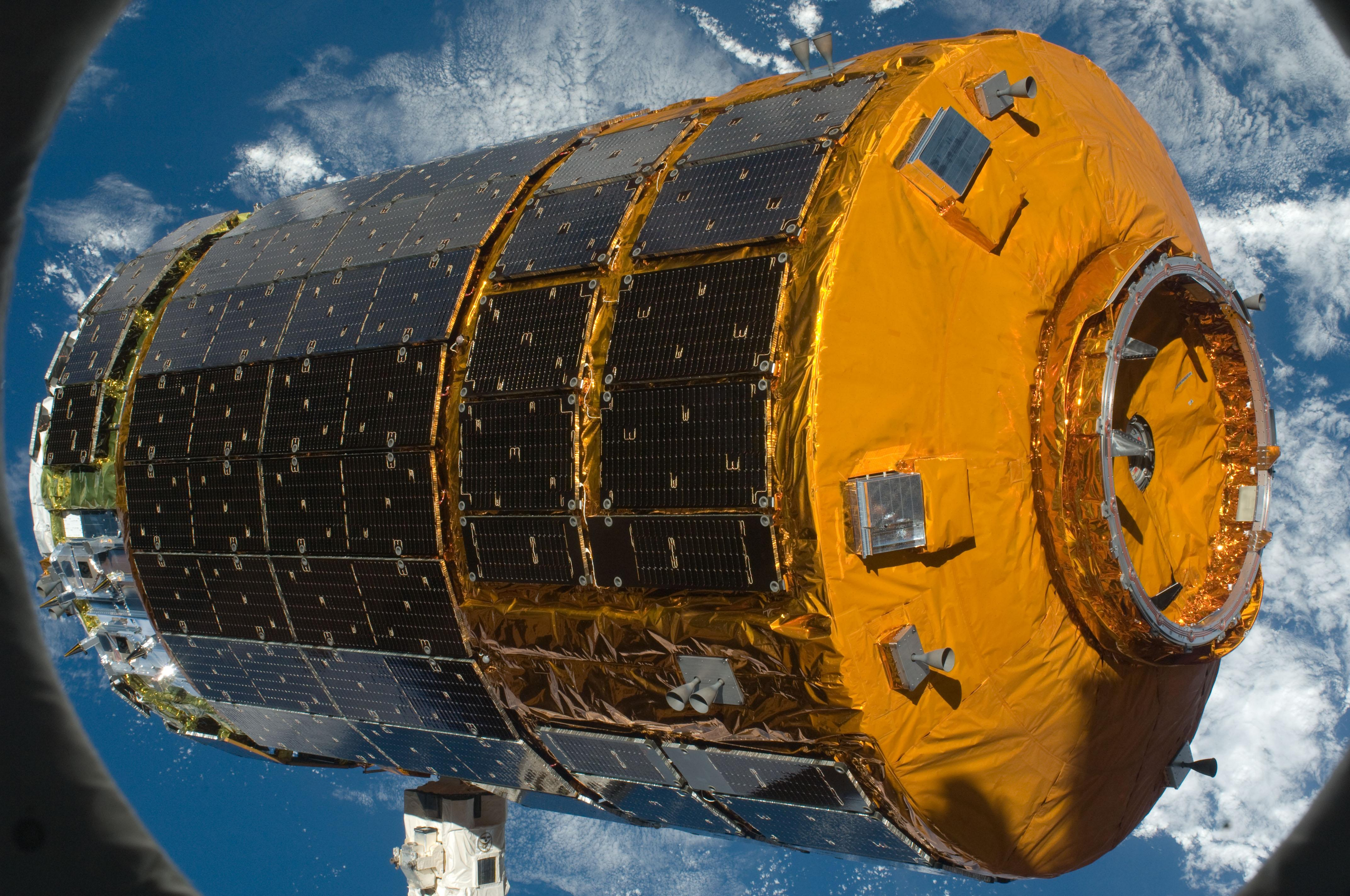
Le vaisseau cargo japonais HTV vient d'être « capturé » par le bras robotique Canadarm2 manipulé depuis l'intérieur de la station spatiale.

| Vaisseau           | Fret total      | Fret pressurisé (m3)          | Eau, oxygène et carburant                                    | Fret non pressurisé | Retour à terre | Ergols pour rehaussement ISS | Type écoutille | Lancements prévus ou réalisés                    | Coût (cargo + lanceur)   |
| ------------------ | --------------- | ----------------------------- | ------------------------------------------------------------ | ------------------- | -------------- | ---------------------------- | -------------- | ------------------------------------------------ | ------------------------ |
| En activité        |                 |                               |                                                              |                     |                |                              |                |                                                  |                          |
| Progress           | 2,2 t à 2,3 t   | 1,8 t (7,6 m3)                | -300 L d'eau -47 kg d'air ou d'oxygène -870 kg de carburant  | non                 | non            | 250 kg                       | Russe          | 4 par an                                         | 25 M€ + 25 M€ = 50 M€    |
| Cygnus             | 3,2 t à 3,5 t   | 3,2 t à 3,5 t (27 m3)         |                                                              | non                 | non            | non                          | CBM            | 10 lancements (de 2013 à 2019)                   | 190 M$                   |
| Dragon 2           | 6 t (théorique) | 3,3 t (11 m3)                 |                                                              | 3,3 t (14 m3)       | oui            | non                          | NDS            | 20 lancements (2 à 3 par an)                     | 133 M$                   |
| Retirés du service |                 |                               |                                                              |                     |                |                              |                |                                                  |                          |
| Navette spatiale   | 16,4 t          | 9,4 t (31 m3) 16 × racks ISPR |                                                              | 16 tonnes (300 m3)  | oui            | non                          | APAS & CBM     | 4 à 6 vols par an Retiré en 2011                 | 1,2 Md$                  |
| ATV                | 7,7 t           | 5,5 t (46,5 m3)               | -840 L d'eau -100 kg d'air ou d'oxygène -860 kg de carburant | non                 | non            | 4 700 kg                     | Russe          | 5 lancements (1 tous les 18 mois) Retiré en 2014 | 150 M€ + 180 M€ = 330 M€ |
| HTV                | 6,2 t           | 5,2 t (14 m3) 8 × racks ISPR  | -300 L d'eau                                                 | 1,9 t (16 m3)       | non            | non                          | CBM            | 9 lancements Retiré en 2020                      | 92 M€ + 90 M€ = 182 M€   |
| SpaceX Dragon      | 6 t (théorique) | 3,3 t (11 m3)                 |                                                              | 3,3 t (14 m3)       | oui            | non                          | CBM            | 20 lancements (3 à 4 par an) Retiré en 2020      | 133 M$                   |

### Le cargo russe Progress
Le cargo russe Progress peut transporter 3,2 tonnes de ravitaillement dont 1,8 tonne de carburant pour la station spatiale internationale. Il dispose d'une capacité de remorquage de la station significative. Le cargo s'amarre automatiquement à la station grâce au système Kurs qui utilise des impulsions radar pour calculer les corrections de sa trajectoire et s'amarrer.

### L'ATV européen
L'ATV est un vaisseau cargo automatique développé par l'Agence spatiale européenne pour ravitailler la station spatiale entre 2008 et 2014. Il était lancé par une Ariane 5 ES ATV et se présentait sous la forme d'un cylindre de 4,85 mètres de diamètre sur 10 mètres de longueur. Il pouvait transporter jusqu'à 7,7 tonnes de fret dont 4 700 kg de carburant pour le remorquage, 860 kg de carburant pompés dans les réservoirs de la station spatiale, 4 500 kg de fret dans une soute pressurisée, 100 kg d'air ou oxygène et 800 kg d'eau. L'ATV disposait de quatre gros moteurs de propulsion qui lui permettaient de rehausser à la demande l'altitude de la station durant son temps d'amarrage (6 mois). Il était conçu pour s'amarrer automatiquement au module Zvezda. Son écoutille de modèle russe ne lui permettait pas de transporter de fret encombrant. Il n'avait pas de capacité de transport de fret non pressurisé.
Les 5 vols programmés tous les quinze mois furent un succès.

### L'HTV japonais
Le vaisseau cargo japonais HTV, développé par le Japon dans le cadre de sa participation à la station spatiale, peut transporter 4,5 tonnes de fret dans sa soute pressurisée et 1,5 tonne dans un espace non pressurisé. Disposant d'une écoutille de grand diamètre qui permet une connexion directe aux ports de la partie non russe de la station spatiale, il peut, contrairement à l'ATV, transporter les pièces les plus volumineuses qui équipent l'intérieur de la station spatiale internationale (format rack). Pour opérer sa jonction avec la station spatiale le vaisseau cargo HTV, qui a été lancé par le lanceur japonais H-IIB, approche en mode automatique de la station spatiale en utilisant un GPS différentiel puis parvenu à 500 mètres un laser dont le rayon lumineux se réfléchit sur une mire installée sur la station. Arrivé à 10 mètres de la station, le bras téléopéré Canadarm agrippe le vaisseau et réalise la jonction. L'HTV a été lancé pour la première fois en septembre 2009. Six autres missions sont aujourd'hui planifiées.

### Les vaisseaux Cygnus et Dragon
Pour ravitailler la station spatiale après le retrait en 2011 des navettes spatiales américaines, la NASA a lancé les programmes COTS et CRS qui confient à des acteurs privés le développement et le lancement de vaisseaux-cargo. Deux vaisseaux ont été retenus en 2008 et sont entrés respectivement en service en 2012 et 2013 :
- le Dragon de la société SpaceX : 12 missions commandées chargées de transporter 20 tonnes pour un montant de 1,6 milliard $[3]. 8 missions supplémentaires furent commandées ultérieurement. Le vaisseau Dragon est le seul vaisseau capable de ramener du fret sur terre après le retrait de la navette. Il est lancé par le propre lanceur de SpaceX, la Falcon 9. Une version capable de transporter des astronautes, le Dragon V2, est en service depuis 2019.
- le Cygnus de la société Orbital Sciences : 8 véhicules commandés chargés de transporter 20 tonnes pour un montant de 1,9 milliard $ [4]. 2 véhicules supplémentaires furent commandés ultérieurement. Le Cygnus est le seul vaisseau compatible avec deux lanceurs : l'Antares 230  et l'Atlas V 401.

### Le vaisseau chinois Tianzhou
Le cargo chinois Tianzhou a effectué son premier vol en 2017 afin de tester le ravitaillement d'une station avec Tiangong-2. Son design est dérivé de celui des premières stations chinoises de type Tiangong.

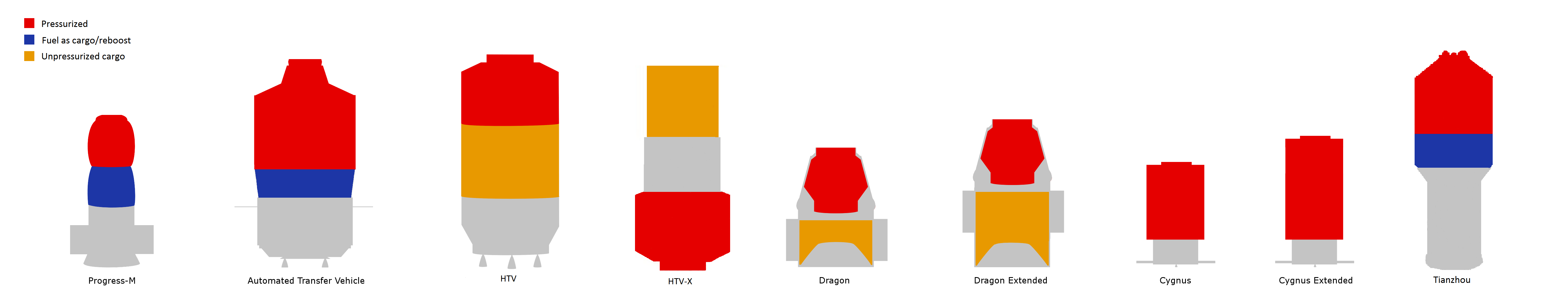
Schéma à l'échelle des différents vaisseaux cargo et de leurs capacités.